# Studánka (Hranice)

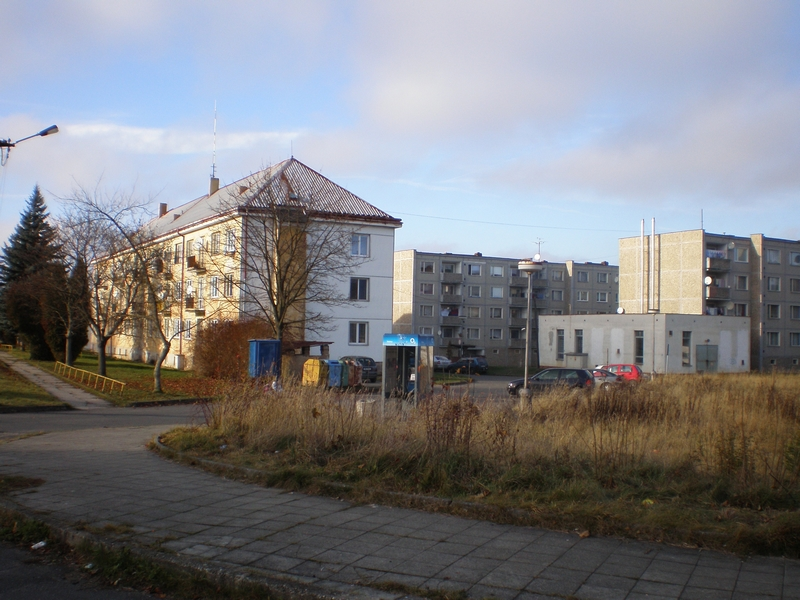
Straßenszene in Studánka

Studánka (deutsch Thonbrunn) ist ein Ortsteil der Gemeinde Hranice in Tschechien.

## Geographie
Studánka befindet sich etwas über drei Kilometer südlich von Hranice. Waldwege führen nach dem drei Kilometer östlich gelegenen sächsischen Bad Elster. Vier Kilometer südlich trifft man auf den Ort Kamenná. Anderthalb Kilometer westlich von Studánka ist der ebenfalls zu Hranice gehörige Ort Novosedly.

## Entwicklung der Einwohnerzahl
| Jahr | Einwohnerzahl |
| ---- | ------------- |
| 1869 | 531           |
| 1880 | 588           |
| 1890 | 604           |
| 1900 | 731           |
| 1910 | 812           |

| Jahr | Einwohnerzahl |
| ---- | ------------- |
| 1921 | 746           |
| 1930 | 873           |
| 1950 | 287           |
| 1961 | 227           |
| 1970 | 242           |

| Jahr | Einwohnerzahl |
| ---- | ------------- |
| 1980 | 259           |
| 1991 | 327           |
| 2001 | 330           |
| 2011 | 305           |

## Söhne und Töchter des Ortes
- Johann Christoph Hilf (1783–1885), Musiker